# یحیی صبح ازل
میرزا یحیی نوری مازندرانی معروف به صبح ازل، وحید و ثمره (زادهٔ ۱۲۴۷ قمری، مطابق ۱۸۳۱ میلادی_درگذشته ۱۲ جمادی الاول ۱۳۳۰، مطابق ۱۹۱۲ میلادی) رهبر مذهبی ایرانی بابیان ازلی که به آیین بیانی هم شناخته می‌شود بود. میرزا یحیی در تهران محله عرب‌ها چشم به جهان گشود. فرزند میرزا بزرگ نوری و برادر کوچک ناتنی میرزا حسینعلی نوری (بهاءالله) بود. مادر میرزا یحیی هنگام تولد وی درگذشت و پرستاری از این طفل از همان بدو ولادت بنابر دستور پدر به خدیجه خانم مادر بهاءالله محول گردید.
او در جوانی بابی شد. پس از اعدام سید علی‌محمد باب و سوءقصد به ناصرالدین شاه به بغداد رفت. او بنابر وصیت سید علی‌محمد باب، جانشینی و رهبری آیین بیانی را برعهده داشت. دولت عثمانی او را در ۶ جمادی‌الاول ۱۲۸۵ قمری مطابق ۴ شهریور ۱۲۴۷ شمسی و ۲۵ اوت ۱۸۶۸ میلادی به جزیره قبرس تبعید کرد. او در شهر فاماگوستا در ساعت ۷ صبح دوشنبه ۱۲ جمادی‌الاول ۱۳۳۰ قمری مطابق ۲۹ آوریل ۱۹۱۲ میلادی درگذشت.

پس از تیرباران باب، پیروانش که به «بابی» مشهور بودند، طبق بیانات باب در کتاب بیان به دنبال موعود آئین جدید که در این کتاب با عنوان «من‌یظهره‌الله» از او یاد شده‌است، می‌گشتند. در سال ۱۸۶۳ بهاءالله، خود را من‌یظهره‌الله، موعود کتاب بیان معرفی کرد. اکثر بابیان به او ایمان آورده و بهائی نامیده شدند. گروه اندکی که به پیروی از میرزا یحیی، بابی ماندند، ازلی نام گرفتند. ازلیان با تقیه و پنهان کردن هویت دینی خود، عملاً در جامعه اسلامی حل شدند.

مراسم تدفین میرزا یحیی نوری در شهر فاماگوستا، جزیرهٔ قبرس

## جانشینی باب

کتاب بین‌الحرمین دست خط صبح ازل

باب در آثارش به نزدیکی ظهور «مَن یُظهِرُهُ الله» (به معنی :کسی‌که الله او را ظاهر خواهد کرد)، کسی که نتیجه و ثمره آئین بابی باید شناخت و ایمان به او باشد، اشاره می‌کند. وی همچنین از بابیان می‌خواهد که در شناسایی و ایمان خود کاملاً مستقل عمل کنند و موعود را به خود او بشناسند و نگذارند افراد دیگر، حتی واحد اول بیان که شامل خود او و حروف حیّ است، یا آثار باب مانع شناسایی آنان شوند. از این رو در آئین بابی، وصی (جانشین) و مفسّر آثار به آن مفهوم که در سایر ادیان هست وجود ندارد و جانشینی که باب تعیین کرد در واقع رهبر اسمی جامعه بابی بعد از وی بود.
کمی قبل از اعدام سید علی‌محمد باب عبدالکریم، یکی از پیروانش توجه او را به اهمیت تعیین جانشین جلب کرد لذا باب تعداد مشخصی لوح نوشته، آن‌ها را به عبدالکریم داد تا به دست میرزا یحیی ازل و بهاءالله برساند. بعدها ازلیان و بهائی‌ها هر دو به این لوح‌ها به نفع خود استناد کردند.

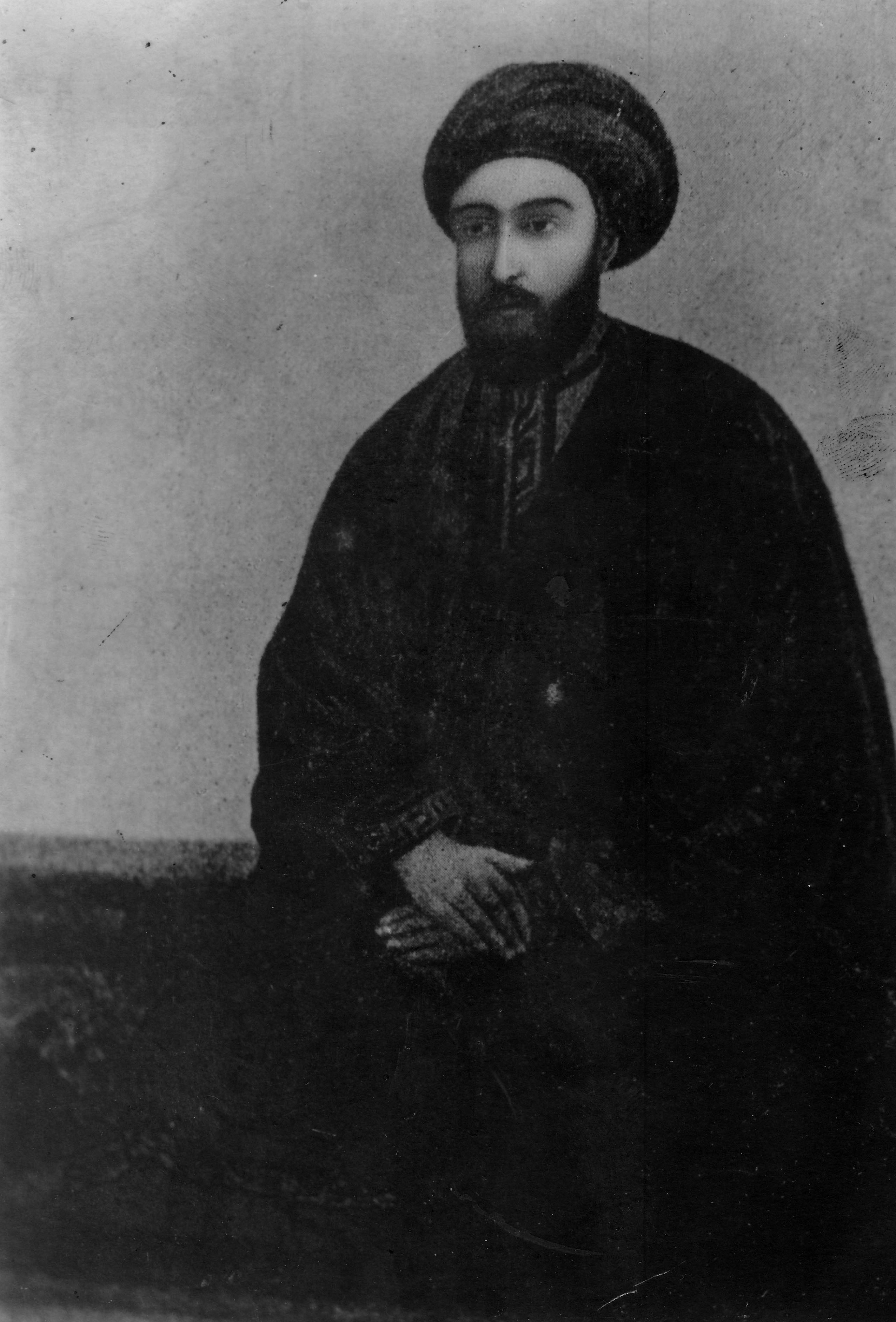
سید علی‌محمد شیرازی مشهور به باب

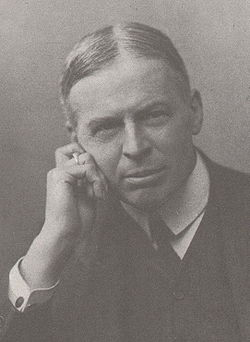
ادوارد براون

در یکی از این لوح‌ها که معمولاً به عنوان وصیت‌نامه باب از آن یاد می‌شود، میرزا یحیی ازل به عنوان رهبر بابیان پس از بنیان‌گذار جنبش تعیین شده‌است. در همین لوح به وی دستور داده شده‌است که از من یظهره‌الله پیروی کند. بعد از مرگ باب، میرزا یحیی ازل به عنوان شخصیت محوری جنبش، مورد توجه قرار گرفت. رهبری میرزا یحیی ازل جنجال‌برانگیز بود. وی کمتر در میان بابی‌ها حاضر می‌شد. منوچهری ادعا می‌کند که دلیل در خفا ماندن میرزا یحیی ازل، بخشی از وصیت‌نامه سید علی‌محمد باب است که او را به محافظت از خویش توصیه کرده بود.
رهبری میرزا یحیی در عراق، رهبری اسمی بود و در عمل ساماندهی امور را بهاءالله، برادر ناتنی وی انجام می‌داد. دنیس مک‌ایون بر این نظر است که تعیین میرزا یحیی به عنوان جانشین رسمی باب، تنها برای حفظ بهاءالله از خطر و با پیشنهاد بهاءالله و عبدالکریم قزوینی و موافقت باب بوده‌است. خطری که بهاءالله را تهدید می‌کرد از جانب امیرکبیر بود. به گفته سعیدی اگر امیرکبیر به نقش کلیدی بهاءالله در جامعه بابی پی می‌برد حتماً او را به قتل می‌رساند. این تحلیل، نخستین بار توسط عباس افندی در «مقاله شخصی سیاح» مطرح شد. شوقی افندی نیز می‌گوید باب میرزا یحیی را به عنوان «مرجع اسمی» جامعه بابی، انتخاب کرده بود و به نقل از «مقاله شخصی سیاح» تحلیلی مشابه تحلیل فوق ارائه می‌دهد.
باب در آثارش از نزدیکی ظهور موعود می‌گوید و برای زمان ظهور او به سال نه و سال نوزده اشاره می‌کند. پس از نه سال از دعوت باب و کمی بعد از تیرباران او در تبریز عده‌ای ادعای من یظهرالهی نمودند. ابوالقاسم افنان در کتاب «عهد اعلی» تعداد آن‌ها را بیست و پنج نفر می‌داند و اسامی آن‌ها را به این شرح ذکر می‌کند: «۱- شیخ اسماعیل ۲- سید بصیر هندی ۳- میرزا اسدالله خویی ۴- ملا شیخ علی ملقب به عظیم ۵- سید علّا ۶- میرزا عبدالله متخلص به غوغا ۷- میرزا حسین قطب نیریزی ۸- حاجی میرزا موسی قمی ۹- حاجی ملا هاشم کاشی ۱۰- حسین میلانی۱۱- ملا محمد نبیل زرندی و…»
بهاءالله در سال ۱۸۶۳، و بعد از یک دهه تبعید در عراق و در آستانه سرگونی‌اش به استامبول، دعوی من یظهره اللهی کرد و عموم بابیان به وی ایمان آوردند و «بهائی» نام گرفتند. گروه اندکی که به طرفداری از میرزا یحیی ازل بابی باقی ماندند ازلی نامیده شدند.

## حفاظت و تفسیر آثار باب
باب در عبارات فراوانی، پیروانش را توصیه می‌کند نوشته‌هایش را برای میرزا یحیی صبح ازل، کسی که مأمور شده‌است از آن‌ها محافظت کند، بفرستند. وی اظهار می‌دارد که: "بیان (که در اینجا احتمالاً مراد همه آثار اوست) باید هنگام ظهور من‌یظهره‌الله به او سپرده شود، اما ابتدا باید همهٔ (آثار) اش جمع‌آوری شده، حتی یک نامه از قلم نیفتد سپس به ازل، که به نظر می‌رسد باید به عنوان مفسر آن‌ها ایفای نقش کند، سپرده شوند.

## جدا شدن بهائیان از بابیان (ازلیان)
پس از تیرباران شدن سید علی‌محمد باب، پیروانش که به «بابی»، مشهور بودند و بر پایهٔ گفتهٔ باب در کتاب بیان، در پی موعود آیین بابی-که در کتاب بیان با عنوان «من‌یظهره‌الله» از آن یاد شده، می‌گشتند. بهاءالله در سال ۱۸۶۳ میلادی، خود را «من‌یظهره‌الله» یا همان موعود کتاب بیان خواند. بیشتر بابیان به او باورمند شده و بهائی نامیده شدند؛ برخی از بابیان، به سنت موجود، وفادار مانده و با پیروی از نابرادری کوچک بهاءالله یعنی میرزا یحیی نوری (معروف به صبح ازل)، ازلی یا بیانی، نام گرفتند؛ شمار ازلی‌ها اکنون اندک است. میرزا یحیی نوری، فعالیت چندانی نشان نداد؛ ولی بهاءالله کیش بهائیت را پدیدآورد که به دینی جهانی، تبدیل شده‌است.

## ملاقات ادوارد براون با صبح ازل

صبح ازل به همراه پسرانش عبدالعلی، رضوان‌علی، عبدالوحید و تقی‌الدین در قبرس.

ادوارد براون در مقدمه کتاب نقطةالکاف می‌نویسد.
در جزیره قبرس در شهر فاماگوستا قریب پانزده روز (۲۶ رجب - ۱۴ شعبان۱۳۰۷) ماندم و در این مدت هر روز به ملاقات صبح ازل می‌رفتم و از دو یا سه ساعت بعد از ظهر الی غروب آفتاب در منزل او می‌ماندم؛ دفتر و مداد در دست و سراپا گوش هر چه او می‌گفت یادداشت می‌کردم و هر شب با یک خزانه معلومات مهمه و اطلاعات مفیده به‌منزل خود مراجعت می‌کردم (غالب این مطالب و اطلاعات که شفاهاً از صبح ازل استماع نموده‌ام یا به طریق مکاتبه از وی اخذ کرده در فصل w از فصول بیست و شش‌گانه که در آخر ترجمه مقاله سیاح افزوده‌ام و در مقدمه و حواشی دیگر همان کتاب و در حواشی تاریخ جدید مذکور است (رجوع بدانجا شود) موضوع صحبت‌های ما غالباً مذهب و تاریخ و نوشتجات و آثار بابیه و گهگاه مسائل متفرقه دیگر بود، صبح ازل در خصوص باب و مصدقین دوره اول و شرح زندگی خود در کمال آزادی و بدون پرده‌پوشی سخن می‌گفت، در غالب این مجالس، پسران صبح ازل عبدالعلی و رضوان‌علی و عبدالوحید و تقی‌الدین نیز حاضر بودند اگرچه خیلی به‌ندرت در محضر پدر خود، لب به‌سخن می‌گشودند و منتهی درجه تعظیم و احترام را نسبت به وی مرعی می‌داشتند. در مدت اقامت در قبرس که تازه چند سالی بود در تحت تصرف دولت انگلیس درآمده بود با اجازه حاکم جزیره سر هنری بولور، نظری به اسناد و دفاتر حکومتی افکندم و آنچه از آن‌ها راجع به نفی صبح ازل و اتباع وی به قبرس بود استخراج نمودم و این اسناد بعضی به زبان انگلیسی بود و بعضی به زبان ترکی که یک ترجمه انگلیسی هم بر آن اضافه کرده بودند. (خلاصه مندرجات این اسناد تا حدی که راجع به صبح ازل و اتباع اوست در حاشیه و در ذیل ترجمه مقاله سیاح مندرج است).
ادوارد براون ابیات زیر را که طاهره قرةالعین در بشارت طلوع صبح ازل سروده را در کتاب مواد تحقیق در مذهب بابیه درج و قسمتی از اصل دست خط
را نیز گراور نموده‌است.
| بخلق جهان ساقیا ده نوید      |  | که شد شام غم صبح عشرت رسید   |
| به غم دیدگان ده تو جام صفا   |  | بعشاق دلخسته بر زن صلا       |
| که عین ظهور ازل آمده         |  | جمال خدائی هویدا شده         |
| باین مژده گر جان فشانم رواست |  | از این مژده خوش وقت رب علاست |
| ........ تا آنجا که می‌گوید   |  | :                            |
| چو نور جمال تو آمد عیان      |  | ثمر خواندت از لطف رب بیان    |
| مراد از شجر نیست غیر از ثمر  |  | شجر از ثمر می‌شود جلوه گر     |
| بیان از تو تکمیل گردیده شد   |  | همه سر پنهان حق دیده شد      |

## برخی از آثار
- متمم بیان (دستخط)
- متمم بیان
- کتاب نور (دستخط)
- اخلاق روحانیون
- الاقصی (دستخط)
- آثارالازلیه فارسی (دستخط)
- هزار یک هیکل (دستخط)
- فی عوالم السبعه و مشاعر السبعه (دستخط)
- کتاب مستعان (دستخط)
- کتاب روح نسخه اول (دستخط)
- کتاب روح نسخه دوم (دستخط)
- کتاب هزار هیکل (دستخط)
- کتاب واحد (دستخط)
- کتاب حیاة (دستخط)
- کتاب لمعات (دستخط)
- لئالی و مجالی (دستخط)
- کتاب ماغوسیه(دستخط)
- کتاب قدس الازل (دستخط)
- کتاب مستیقظ (دستخط)
- کتاب صحیفة و جدیة و خطبة نکاحیة (دستخط)
- کتاب سلوک رؤسا و سلاطین با مردم
- کتاب فی تفسیر الهاء (دستخط)
- کتاب دعوات فی تضریب هو و عدُ نفسه هی مائد و عشر مناجات نزلت فی هیاکل(دستخط)
- کتاب تفسیر سوره بقره جلد دوم(دستخط)
- کتاب صحیه مرآتی (دستخط)
- کتاب لحظات (دستخط)
- کتاب اضحی (دستخط)
- جلد اول از مجموعه نوشتجات بدون نام صبح ازل(دستخط)
- جلد دوم از مجموعه نوشتجات بدون نام صبح ازل(دستخط)کتاب مرآت البیان (دستخط)
- مجموعه‌ای از الواح جهت بعضی از مؤمنان (دستخط)
- پاسخ به سئوالات علماء و مؤمنین(دستخط)
- کتاب وجه(دستخط)
- کتاب اعلی(دستخط)
- کتاب البهاج(دستخط)